# Sipopo
Sipopo est une ville de l'île de Bioko en Guinée équatoriale.